# Frankenhooker
Pour plus de détails, voir Fiche technique et Distribution.
Frankenhooker est un film américain réalisé par Frank Henenlotter, sorti en 1990.

## Synopsis
Jeffrey Franken, jeune électricien de génie, mène de nombreuses expériences sur le cerveau durant ses temps libres. Un jour sa petite amie est découpée en mille morceaux par une tondeuse automatique qu'il avait fabriquée pour l'anniversaire de son beau-père.
Se sentant coupable, Jeffrey décide de reconstituer son amour perdu. Pour cela il récupère les membres nécessaires sur des prostituées avant de les assembler et d'y greffer le cerveau de sa fiancée qu'il avait soigneusement conservé.

## Fiche technique
- Titre : Frankenhooker
- Réalisation : Frank Henenlotter
- Scénario : Frank Henenlotter et Robert Martin
- Production : James Glickenhaus et Edgar Ievins
- Société de production : Levins-Henenlotter
- Budget : 2,5 millions de dollars (1,83 million d'euros)
- Musique : Joe Renzetti
- Photographie : Robert M. Baldwin
- Montage : Kevin Tent
- Pays d'origine : États-Unis
- Format : Couleurs - 1,66:1 - Dolby - 35 mm
- Genre : Comédie, horreur
- Durée : 80 minutes
- Dates de sortie : 1er juin 1990 (États-Unis), 21 août 1991 (France)
- DVD : sortie le 1er janvier 2000 + le 17 avril 2001 chez l'éditeur Cnc

## Distribution
- James Lorinz : Jeffrey Franken
- Joanne Ritchie : Mme Shelley
- Patty Mullen : Elizabeth Shelley
- J.J. Clark : Mr. Shelley
- Carissa Channing : Dolores
- Shirl Bernheim : la grand-mère d'Elizabeth
- Judy Grafe : le présentateur
- Helmar Augustus Cooper : le détective Anderson
- Louise Lasser : la mère de Jeffrey
- John Zacherle : le présentateur météo
- Charlotte J. Helmkamp : Honey
- Kimberly Taylor : Amber
- Shirley Stoler : Spike, le barman
- Joseph Gonzalez : Zorro
- Ari M. Roussimoff : le client de Zorro
- Susan Napoli : Anise (créditée comme Stephanie Ryan)
- Lia Chang (en) : Crystal

## Autour du film
- Le tournage s'est déroulé à New York et dans le New Jersey.
- Le cerveau avec un œil au début du film est basé sur des affiches du Cerveau qui ne voulait pas mourir (1962)[1].
- L'actrice Beverly Bonner avait déjà interprété son personnage de Casey dans les films Frère de sang (Basket Case, 1982) et Frère de sang 2 (1990), tous deux réalisés par Frank Henenlotter.
- À noter, une petite apparition du cinéaste dans le rôle d'un passager qui prend le train pour Manhattan, tout en se tenant près de la porte, un journal à la main.
- L'actrice Patty Mullen fut la playmate Penthouse du mois d'août 1986, puis de l'année 1988.
- Le nom de la famille Shelley fait référence à Mary Shelley, l'auteur du roman Frankenstein ou le Prométhée moderne dont s'inspire le film.
- la scène vers la fin du film de bataille du proxénète avec les créatures le ramenant vers le congélateur s inspire probablement de la fin du film Freaks de Tod Browning